# Lwowe
Lwowe (ukrainisch Львове; russisch Львово Lwowo) ist ein Dorf in der ukrainischen Oblast Cherson mit etwa 145 Einwohnern (2024).
Das Dorf liegt am rechten Ufer des Dnepr, 10 km westlich vom Gemeindezentrum Tjahynka, 23 km westlich vom Rajonzentrum Beryslaw und 54 km östlich vom Oblastzentrum Cherson. Nördlich vom Dorf verläuft in 3 km Entfernung die Fernstraße M 14/E 58 (ehemalige Regionalstraße P–47).
Das Dorf entstand 1956 aus der Verschmelzung zweier Siedlungen: Der zwischen 1816 und 1818 von Siedlern aus dem Gouvernement Poltawa gegründeten Siedlung Tscherwonyj Burhun (Червоний Бургун) und der 1841 von Juden aus den Gouvernements Witebsk und Mogiljow gegründeten Siedlung Lwowe. Beim Dorf fand man 1966 Siedlungsreste der Sarmaten aus dem 2. Jahrhundert v. Chr. bis zum 3. Jahrhundert n. Chr. Die Ortschaft war vom 24. August 1941 bis zum 12. März 1944 von Truppen der Wehrmacht besetzt.
Am 12. Juni 2020 wurde das Dorf ein Teil der Landgemeinde Tjahynka; bis dahin bildete es die Landratsgemeinde Lwowe (Львівська сільська рада/Lwiwska silska rada) im Südosten des Rajons Beryslaw.